# Rémy Belvaux
Pour les articles homonymes, voir Belvaux (homonymie).
Ne pas confondre avec le réalisateur belge André Delvaux
Rémy  Belvaux est un réalisateur, producteur et scénariste belge, né le 10 novembre 1966 à Namur  et mort par suicide le 5 septembre 2006 à Orry-la-Ville.
Il est le frère de l’acteur et réalisateur Lucas Belvaux et du metteur en scène Bruno Belvaux.

## Biographie

### Origines et jeunesse
Rémy Nicolas Lucien Belvaux naît le 10 novembre 1966 à Namur, en Belgique.
De 1982 à 1984, Rémy Belvaux fréquente l'atelier de bande dessinée de l'Académie des beaux-arts de la ville de Châtelet, près de Charleroi (connu aussi sous le nom de l'atelier Léonardo). Parallèlement, il poursuit ses études secondaires en dessin à l'institut Félicien Rops de Namur.

### Carrière
Rémy Belvaux est décidé à suivre les traces de son frère Lucas mais il ne se sent pas l'âme d'un acteur. Néanmoins, tant côté dessin que scénario, Rémy montre un talent incontesté. Au cours de l'année 1984, il planche sur un synopsis déjanté où il était question d'amant de sa mère qu'il compte dessiner dans le style d'Yves Swolfs. La bande dessinée Durango fait partie de ses préférées et Rémy en apprécie le découpage de plan et la trame narrative.
Par l'intermédiaire de l'un de ses frères, Bruno, il rencontre Benoît Poelvoorde : l'amitié devient « fusionnelle ».
Rémy Belvaux étudie une année à la Cambre en section animation, avant d'intégrer l'Insas, école supérieure de cinéma, dépendant de la Communauté française de Belgique, à Bruxelles. C'est là qu'il rencontre André Bonzel et retrouve Benoît Poelvoorde, alors étudiant à l'École de recherche graphique (ERG). Rémy Belvaux et André Bonzel coréalisent, en 1987, un court métrage parodique Pas de C4 pour Daniel Daniel avec comme interprète Benoît Poelvoorde. 
Au début des années 1990, ils rééditent l'expérience, en tournant en noir et blanc — en format 16 mm gonflé en 35 mm pour sa présentation cannoise et pour un budget relativement dérisoire (Il s'agit d'un travail de fin d'études rallongé) — le film C'est arrivé près de chez vous, faux documentaire plein d'humour noir et parodie cynique de la célèbre émission de la télévision belge Strip-Tease. Le film raconte l'histoire d'une équipe de télévision, dont le journaliste est incarné par Rémy Belvaux, qui suit pas à pas Ben, un tueur en série interprété par Benoît Poelvoorde, dont les pérégrinations sanglantes sont ponctuées d'aphorismes déroutants. Le film fait un tabac en 1992 à la Semaine de la critique de Cannes et, malgré des controverses sur sa violence, deviendra très vite un film culte. Bonzel, caméraman, et Poelvoorde, acteur, sont aussi crédités à la réalisation pour revendiquer un travail commun, mais Rémy Belvaux est le véritable metteur en scène et réalisateur du film, il a aussi tourné la majeure partie des scènes en caméra portée comme il aimait faire, y compris dans les publicités qu'il a pu tourner.  À la suite de dissensions au sein de la société d'exploitation AAP composées des intervenants, Rémy continue son chemin à travers la publicité et consacre son temps à l'écriture de plusieurs scénarios de films tandis que Poelvoorde, très sollicité, lance du même coup sa carrière.
En 1996, une tentative de reformer le trio de C'est arrivé près de chez vous  pour travailler sur une comédie qui ne verra pas le jour.
Le 4 février 1998, il entarte Bill Gates en collaboration avec Noël Godin et d'autres participants.
Venu habiter dans la région parisienne, Rémy Belvaux se tourne  vers la réalisation de films de publicité pour la société Quad Productions,. Il y devient l'un des réalisateurs les plus actifs et créatifs en signant un nombre important de spots en dix ans ; deux d'entre eux, pour les marques SFR et Charal lui valent des prix lors de festivals spécialisés. Il est  désigné meilleur réalisateur de publicité de France pendant six ans : « Alliant la créativité du dessinateur à celle du cinéaste naturaliste, ses scripts et ses lay-out étaient des toiles en mouvement. »

### Mort
Rémy Belvaux se suicide le 4 septembre 2006 à l'âge de 39 ans, en se jetant sous un train à Orry-la-Ville,, dans le département de l’Oise au nord de la région parisienne.

## Filmographie partielle
- Plusieurs films d'étudiants dont 475°Fahrenheit (d’une durée de 1 minute 39 secondes) en 1986 et L'Amant de maman, avec Benoît Poelvoorde dans le rôle de l'amant, en 1987
- 1987 : Pas de C4 pour Daniel Daniel, court métrage, réalisé avec André Bonzel, Benoît Poelvoorde et Lucas Belvaux
- 1992 : C'est arrivé près de chez vous, réalisé avec André Bonzel et Benoît Poelvoorde
- De 1996 à 2006 : de nombreux films et spots publicitaires

## Distinctions
- Prix André-Cavens de l’Union de la critique de cinéma (UCC)
- Classé en 2004 parmi les meilleurs réalisateurs français de films de publicité[6].
- Prix au Festival de la publicité de Méribel[Quand ?] pour les spots Ikea et Total[4].
- « Cristal » au Festival de la publicité de Méribel 2005 pour l'ensemble des films de la campagne SFR[4].
- « Lion d'Argent » au Festival international de la publicité de Cannes 2005 pour un spot Charal[4].
- Il est six années de suite sacré « meilleur réalisateur de pub de France »[4].
- Le court-métrage Cuisine américaine (2007) de Christophe Perie lui est dédié[11].